# Dieter Behrenbeck
Dieter Wilhelm Behrenbeck (* 8. August 1936 in Schwerte) ist ein deutscher Internist.

## Leben
Behrenbeck studierte Medizin an der Eberhard-Karls-Universität Tübingen und wurde 1956 im Corps Rhenania Tübingen aktiv. Er wurde Facharzt für Innere Medizin und habilitierte sich auf dem Gebiet der Kardiologie. Nach seiner Ernennung zum apl. Professor wurde er Chefarzt der Klinik für Kardiologie und Allgemeine Innere Medizin des Städtischen Krankenhauses in Solingen.
1996 wurde er in den Vorstand des Berufsverbandes Deutscher Internisten gewählt; ab 2000 war er 2. Vizepräsident und Schatzmeister. Seit seiner Pensionierung arbeitet er in einer Kölner Gemeinschaftspraxis.
Als Vorsitzender der BDI-Arbeitsgemeinschaft Internisten im Krankenhaus leitete er 2010 ein berufspolitisches Symposion im Langenbeck-Virchow-Haus. Seit 2011 moderiert er die medizinischen Österberg-Seminare in Tübingen.